# Frederick Delius
Frederick Theodore Albert Delius (29. ledna 1862 – 27. července 1934) byl anglický hudební skladatel. Pocházel z rodiny obchodníků německého původu. Hudbě se začal věnovat poměrně pozdě, studoval ji v Lipsku. Počátkem devadesátých let začal tvořit opery, nejslavnější z nich, Romeo a Julie na vsi vznikla roku 1901. Psal rovněž sborovou a komorní hudbu.